# John Corbett
John Joseph Corbett Jr. (Wheeling, 9 de maio de 1961), é um ator e cantor estadunidense. Ele é mais conhecido por contracenar com a atriz canadense Nia Vardalos no filme Casamento Grego. Fez parte do elenco do seriado United States of Tara como Max, uma pequena participação no seriado Anos Incríveis, como Louis, e também no seriado Sex and the City como Aidan Shaw, um dos pares românticos de Carrie Bradshaw interpretada por Sarah Jessica Parker. Recentemente atuou novamente com Nia Vardalos em 'Eu Odeio Dia Dos Namorados' (2009), e com Selena Gomez e Joey King no filme Ramona and Beezus (2010).

## Filmes
- Volcano (1997)
- Serendipity (2001)
- My Big Fat Greek Wedding (2002)
- Raise Your Voice (2004)
- Raising Helen (2004)
- Elvis Has Left the Building (2004)
- The Messengers (2007)
- Sex and the City 2 (2008)
- I Hate Valentine's Day (2009)
- Street Kings (2009)
- Ramona and Beezus (2010)
- A Smile as Big as the Moon (2012)
- Kiss Me (2013)
- My Big Fat Greek Wedding 2 (2016)
- All Saints (2017)
- To All the Boys I've Loved Before (2018)
- God's Not Dead: A Light in Darkness (2018)
- To All the Boys: P.S. I Still Love You (2020)
- To All the Boys: Always and Forever (2021)